# Stade des Costières

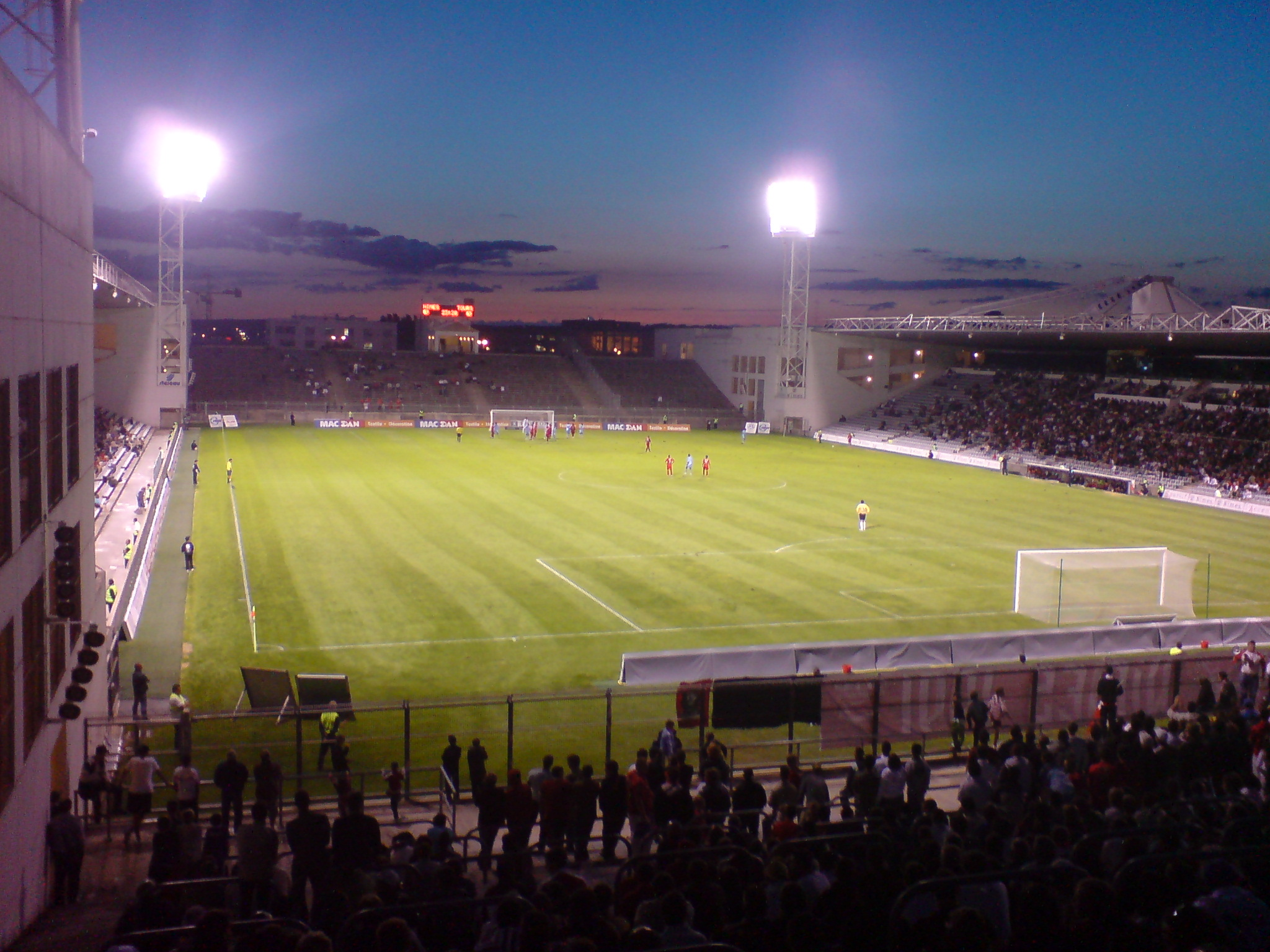

Stade des Costières är en fotbollsarena som är belägen i staden Nîmes i södra Frankrike. Stadion invigdes den 15 februari 1989 och är för närvarande hemmalag för klubben Nîmes Olympique, med herrlag i den franska tredjedivisionen. Publikkapaciteten är 18 364 och publikrekorden ligger på 21 051 åskådare i matchen mellan Nîmes Olympique och Olympique Marseille säsongen 1991/1992.